# Myriocoleopsis
Genre
Myriocoleopsis est un genre d’hépatiques de la famille des Lejeuneaceae.

## Liste d'espèces
Selon Catalogue of Life (5 août 2018) et The Plant List (5 août 2018) :
- Myriocoleopsis fluviatilis (Stephani) Reiner, Maria Elena & Gradst.
- Myriocoleopsis gymnocolea (Spruce) Reiner, Maria Elena & Gradst.
- Myriocoleopsis riparia Reiner, Maria Elena & Gradst.
- Myriocoleopsis vuquangensis (Pocs & Ninh) Pócs

Selon Tropicos (5 août 2018) (Attention liste brute contenant possiblement des synonymes) :
- Myriocoleopsis fluviatilis (Steph.) M.E. Reiner & Gradst.
- Myriocoleopsis gymnocolea (Spruce) M.E. Reiner & Gradst.
- Myriocoleopsis minutissima (Sm.) R.L. Zhu, Y. Yu & Pócs
- Myriocoleopsis puiggarii Schiffn.
- Myriocoleopsis riparia M.E. Reiner & Gradst.
- Myriocoleopsis vuquangensis (Pócs & Ninh) Pócs